# Residencial los Tules
Residencial los Tules är en ort i Mexiko.   Den ligger i kommunen Los Cabos och delstaten Baja California Sur, i den västra delen av landet, 1 200 km väster om huvudstaden Mexico City. Residencial los Tules ligger 72 meter över havet och antalet invånare är 180.
Terrängen runt Residencial los Tules är kuperad åt nordväst, men åt sydost är den platt. Havet är nära Residencial los Tules åt sydost.  Närmaste större samhälle är San José del Cabo, 13,8 km nordost om Residencial los Tules. 